# Alterserscheinung

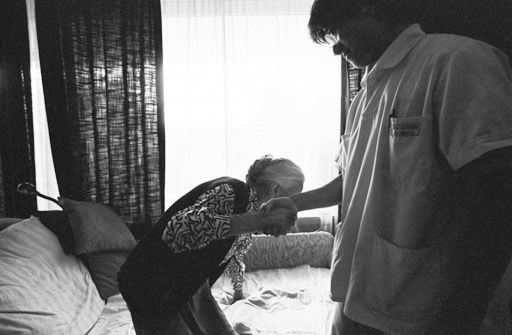
Eine Seniorin benötigt Hilfe beim Aufstehen.

Als Alterserscheinung werden gemeinhin Beschwerden bezeichnet, die der Mensch ohne Kranksein (dazu siehe Geriatrie) im Verlauf des Älterwerdens entwickelt. Zu diesen Symptomen gehören zum Beispiel Gliedersteifigkeit, Neigung zu Übergewicht, Vergesslichkeit, Gelenkschmerzen, Faltenbildung sowie Haarausfall.
Morphologisch betrachtet sind die gemeinsamen Alterszeichen der meisten Organe Atrophien, Pigmentierungen, Auftreten von Fettstoffen in den Zellen, Kalkinkrustationen, Nachlassen der Haltefestigkeit des Bindegewebes und der Elastizität. Aufgrund der quantitativ und qualitativ verminderten Organfunktionen ist das Gleichgewicht der Körperfunktionen (Homöostase) gestört, und die abnehmende Adaptationsfähigkeit wird zu einem charakteristischen Zeichen des Alterns. Die negative Veränderung wirkt sich auf die Anpassungsfähigkeit des Körpers hinsichtlich Kälte und Wärme, Sauerstoffmangel, Veränderung des Luftdrucks sowie Verträglichkeit von Medikamenten aus.
Aus der Erfahrung ist bekannt, dass das Alterungstempo beim Menschen individuell sehr verschieden ist, so dass die einen länger relativ jugendlich bleiben als die anderen. Es ist deshalb streng zwischen dem biologischen und dem kalendarischen Alter zu unterscheiden.